# 库德里阿兹威氏酵母
库德里阿兹威氏酵母（學名：Saccharomyces kudriavzevii）是子囊菌門酵母屬的一種真菌，分布於歐洲與亞洲，於2000年被發表描述，其名稱為紀念對酵母菌分類貢獻良多的俄羅斯微生物學家弗拉基米爾·庫德里阿茲威。本種見於橡樹樹皮與落葉等樣本，為酵母屬中生長溫度最低的物種。
库德里阿兹威氏酵母常與其他種酵母雜交，在一些酵母菌演化的研究中被用作研究對象。另外本種也被用於黑比諾葡萄酒等酒類的釀造過程；本種與釀酒酵母雜交產生的菌株則在比利時被用於釀造啤酒。